# Pont des Chutes Christine
Pour les articles homonymes, voir Christine.
Le pont des Chutes Christine (en anglais : Christine Falls Bridge) est un pont en arc américain dans le comté de Pierce, dans l'État de Washington. Ce pont routier livré en 1928 permet le franchissement de la Van Trump Creek à hauteur des chutes Christine, au sein du parc national du mont Rainier. Il est inscrit au Registre national des lieux historiques depuis le 13 mars 1991 et contribue par ailleurs au Mount Rainier National Historic Landmark District établi le 18 février 1997.